# Sid Ali Kouiret
Sid Ali Kouiret (en arabe : سيد علي كويرات) est un acteur algérien, né le 3 janvier 1933 à Alger, en Algérie et mort le 5 avril 2015 dans la même ville. Il est une des grandes figures du théâtre et du cinéma algérien,.

## Biographie
Sid Ali Kouiret vit une enfance difficile, son père, chauffeur de taxi, rentrait souvent ivre et était violent avec sa mère. Un jour, le gamin, excédé, prend un couteau et le plante dans le dos de son père. Il se retrouve ainsi dans les rues d'Alger, quitte les bancs de l’école, vit de menus larcins, et va, dès l’âge de 9 ans, multiplier les petits boulots comme cireur, travaillant pour les pêcheurs du port, n’hésitant pas à l’occasion, comme l’évoque son frère Mohamed, à pousser la chansonnette en reprenant des airs à succès de Farid El Atrache. À 17 ans, il est souteneur au port, et comme il aime nager, pour aller jusqu'au môle d'Alger, il lui faut traverser la rue de la Marine, un beau jour il rencontre Mustapha Kateb qui dirigeait, dans les années 1950, une troupe de théâtre amateur, au Café de Daniel et se retrouve par curiosité à la rue Randon où Kateb répétait. En 1951, il se retrouve à Berlin avec la troupe EI-Mesrah EI-Djazairi, puis à Paris, en 1952.
En 1954, il est à Bucarest pour le 2e festival de la jeunesse et des étudiants pour la paix. La même année, il devient professionnel et signe avec la troupe municipale d'Alger dirigée par Mahieddine Bachetarzi. En 1955, la DST surveille le local de la rue Randon et fiche ses camarades. Il débarque à Marseille et rejoint Paris où il rencontre Mohamed Boudia, Hadj Omar, Missoum, Nourreddine Bouhired. « On faisait les cafés FLN, entonnant Min Djibalina », raconte-t-il.
Mustapha Kateb en 1958, est mandaté pour créer une troupe artistique pour porter le drapeau de la lutte pour l’indépendance de l'Algérie, Sid Ali Kouiret rejoint Tunis et intègre la troupe dite du FLN, composée de deux ensembles dramatique et lyrique, avec quelque 35 comédiens, chanteurs, musiciens, danseurs et techniciens. Jusqu’en 1962, cinq spectacles seront donnés à Tunis, Saint-Pétersbourg et Moscou, mais aussi au Maroc, en Libye et en Irak.
Après l'indépendance, il est au Théâtre National Algérien (TNA), nouvellement crée, et à partir de 1963 il entame alors sa brillante carrière cinématographique. Son premier rôle à l'écran, il le tient dans l'adaptation pour la télé par Mustapha Badie de la pièce Les Enfants de la Casbah de Abdelhalim Rais (1963). Se sera avec L'Opium et le Bâton (1970) d'Ahmed Rachedi qu'il s'impose vraiment. Puis il joue dans Décembre (1971) de Mohammed Lakhdar-Hamina, suivi de beaucoup d'autres films algériens et étrangers parmi lesquels Le Retour de l'Enfant Prodigue (1976) de Youssef Chahine, Destins Sanglants (1980) de Kheiri Bichara, L'Empire des Rêves de Jean-Pierre Lledo, pour lequel il remporte le prix du meilleur acteur au Festival international du film de Damas en 1985.
Il prend sa retraite - anticipée - du Théâtre National Algérien (TNA), en 1987. Il reviendra sur le devant de la scène par la suite notamment dans Les Bas-Fonds (Ed-Dahaliz) de Maxime Gorki par Abdelkader Alloula (1982), Mort d'Un Commis Voyageur de Arthur Miller par Fouzia Aït El Hadj (1987) et lors de la reprise d’El Bouaboune (Les Concierges) de Rouiched (1991). En 1992, il joue dans La Famille Ramdam (1990), une sitcom de 40 épisodes relatant les aventures d’une famille d’origine algérienne en France, coproduite et diffusée par la chaîne M6.
Sid Ali Kouiret, qui a joué dans quelque 40 films et téléfilms tout au long de sa carrière, est resté actif jusqu’au tournant 2010, jouant dans Une Médaille Pour Hassan de Hadj Rahim (1986), Les Enfants Du Soleil de Mohamed Ifticene (1991), L'Émigré (Al-Mohager) de Youssef Chahine (1994), Les Suspects de Kamal Dehane (2003) ou Morituri de Okacha Touita (2007). Dans la mémoire collective, Sid Ali Kouiret représentera longtemps encore la figure de l’acteur populaire, charismatique, enjoué et hâbleur.Autodidacte et instinctif, il aimait à dire en substance, "je ne joue jamais, j’habite mes rôles".
Sid Ali Kouiret décède le 5 avril 2015 à Alger, à l’âge de 82 ans. L’acteur, qui avait dû subir plusieurs interventions chirurgicales le mois précédent, souffrait d’un diabète. Il a été inhumé, le lendemain, au cimetière de Sidi Embarek (Oued Romane) à Alger,.

## Filmographie

### Cinéma
- 1968 : Hassan Terro de Mohammed Lakhdar-Hamina
- 1971 : L'Opium et le Bâton d'Ahmed Rachedi
- 1971 : Décembre de Mohammed Lakhdar-Hamina
- 1974 : L'Évasion de Hassan Terro de Mustapha Badie
- 1975 : Chronique des Années de Braise de Mohammed Lakhdar-Hamina
- 1976 : Le Retour de l'Enfant Prodigue de Youssef Chahine
- 1977 : Les Ambassadeurs de Naceur Ktari
- 1982 : Hassan Taxi de Mohamed Slim Riad
- 1982 : L'Empire Des Rêves de Jean-Pierre Lledo (Prix du meilleur acteur au Festival international du film de Damas, 1985)[6]
- 1983 : Les Sacrifiés de Okacha Touita
- 1989 : Hassan Niya de Ghouti Ben Deddouche
- 1990 : Sahara Blues de Rabah Bouberras
- 1991 : Les Enfants Du Soleil de Mohamed Ifticene
- 1994 : L'Émigré de Youssef Chahine
- 2004 : Les Suspects de Kamal Dehane
- 2007 : Morituri de Okacha Touita

### Télévision
- 1963 : Les Enfants de la Casbah de Abdelhalim Rais
- 1991 : La Famille Ramdam de Ross Elavy
- 2004 : Le Joueur (El Laïb)
- 2009 : Imarat El-Hadj Lakhdar 3 de Mahmoud Zemmouri